# Myoxanthus montanus
Myoxanthus montanus är en orkidéart som beskrevs av Pedro Ortiz Valdivieso. Myoxanthus montanus ingår i släktet Myoxanthus och familjen orkidéer. Inga underarter finns listade i Catalogue of Life.